# リー・フォール
レオ・アレクサンダー・フォール（Leo Alexander Fohl,1876年11月28日 - 1965年10月30日）は、アメリカ合衆国・オハイオ州ローウェル出身の元プロ野球選手、監督（MLB）である。20世紀の初頭に、MLBのナショナルリーグで2シーズンだけプレイした。

## 経歴
1902年8月29日の試合でメジャーデビューを果たした。同年は、この試合のみに出場し、プロ初ヒットこそ放てなかったものの、1打点をマークした。守備面では、1失策・守備率.875という成績を残した。
1903年9月になって、シンシナティ・レッズに移籍した。移籍先では4試合に出場し、長打を2本放って打率.357という高率を記録した。守備面では、守備率.955・許盗塁4に対して盗塁刺5で盗塁阻止率56％という成績を残した。この年を最後に、以後メジャーで試合に出場する事はなかった。
現役引退後、1915年から1926年までの間に11シーズンクリーブランド・インディアンス、セントルイス・ブラウンズ、ボストン・レッドソックスの3球団で監督を務めた。
1965年10月30日、オハイオ州の都市・クリーブランドで没した。同州にあるカルバリー・セメトリー (英語：Calvary Cemetery) に埋葬された。

## 詳細情報

### 年度別打撃成績
| 年 度     | 球 団     | 試 合 | 打 席 | 打 数 | 得 点 | 安 打 | 二 塁 打 | 三 塁 打 | 本 塁 打 | 塁 打 | 打 点 | 盗 塁 | 盗 塁 死 | 犠 打 | 犠 飛 | 四 球 | 敬 遠 | 死 球 | 三 振 | 併 殺 打 | 打 率 | 出 塁 率 | 長 打 率 | O P S |
| --------- | --------- | ----- | ----- | ----- | ----- | ----- | -------- | -------- | -------- | ----- | ----- | ----- | -------- | ----- | ----- | ----- | ----- | ----- | ----- | -------- | ----- | -------- | -------- | ----- |
| 1902      | PIT       | 1     | 3     | 3     | 0     | 0     | 0        | 0        | 0        | 0     | 1     | 0     | -        | 0     | -     | 0     | -     | 0     | 1     | -        | .000  | .000     | .000     | .000  |
| 1903      | CIN       | 4     | 15    | 14    | 3     | 5     | 1        | 1        | 0        | 8     | 2     | 0     | -        | 0     | -     | 0     | -     | 1     | 0     | -        | .357  | .400     | .571     | .971  |
| 通算：2年 | 通算：2年 | 5     | 18    | 17    | 3     | 5     | 1        | 1        | 0        | 8     | 3     | 0     | -        | 0     | -     | 0     | -     | 1     | 1     | -        | .294  | .333     | .471     | .804  |

- 「-」は公式記録なし。